# Ambleville (Val-d'Oise)
Ambleville is een dorp in Frankrijk. Het ligt in het parc naturel régional du Vexin français.
In het dorp bevindt zich het Château d'Ambleville.

## Kaart
De onderstaande kaart toont de ligging van Ambleville (Val-d'Oise) met de belangrijkste infrastructuur en aangrenzende gemeenten.

## Demografie
Onderstaande figuur toont het verloop van het inwonertal, bron: INSEE-tellingen.